# Icoon (religieuze kunst)

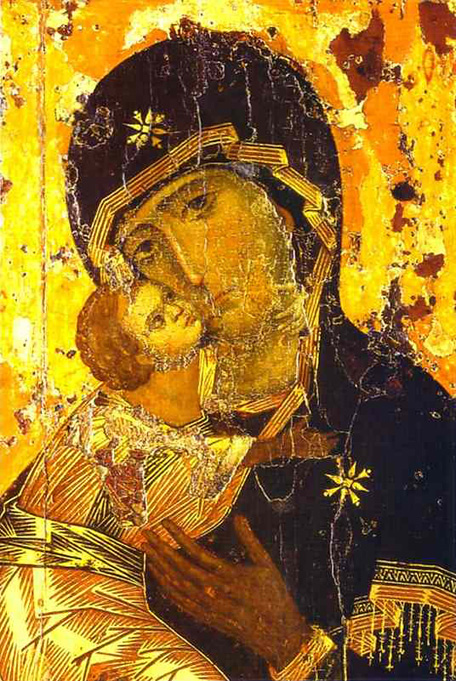
Fragment van de Moeder Gods Vladimirskaja, Byzantijnse icoon (12e eeuw). Deze icoon is een van de meest vereerde iconen in Rusland

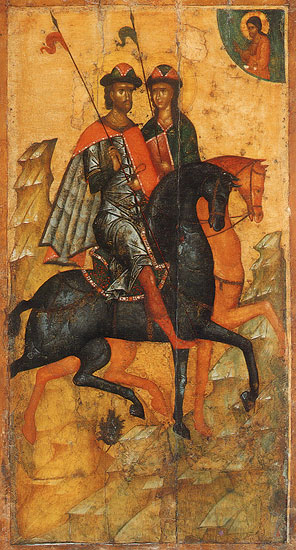
Boris en Gleb, de eerste Russische heiligen. Vroeg-14e-eeuwse icoon van de school van Moskou

Een icoon (Koinè Grieks: εἰκόνα tekening, icoon, Oudgrieks: εἰκών, beeld, afbeelding en Grieks eikoon, beeld) is een afbeelding van Christus, de Moeder Gods, heiligen of hoogfeesten.
Iconen behoren tot de oosters-orthodoxe, de oriëntaals-orthodoxe en oosters-katholieke kerken en zijn onlosmakelijk verbonden met het kerkelijke en spirituele leven van deze kerken en hun gelovigen.
Iconen zijn geschilderd op een houten paneel. Bij het schilderen dient rekening gehouden te worden met bepaalde regels. Deze regels zijn vervat in de schildersboeken (de zg. canon) en hebben de bedoeling voor zuiverheid en uniformiteit te zorgen en niet af te wijken van de leerstellingen van de Kerk.
Het schilderen van iconen is binnen de oosters-orthodoxe kerk een werk waarvoor Gods zegen gevraagd wordt; het gaat in de regel gepaard met gebed. Een icoon wordt tegenwoordig meestal niet meer gesigneerd, tenzij het door de hand van aan de schildersnaam wordt toegevoegd, zoals bij Grieken gebruikelijk is. Iconen zijn vooral ontstaan in landen waar het christendom in de vorm van Oosterse orthodoxie de godsdienst is, zoals Griekenland, Rusland, de Balkanlanden, Oost-Europa en ook Egypte en Ethiopië.

## Iconen in de theologie
In de 7e en 8e eeuw verloor het Byzantijnse Rijk veel terrein aan de oprukkende Arabieren en Slavische volken. Keizer Leo III van Byzantium dacht dat dit een straf van God kon zijn vanwege het gebruik van iconen, een idee dat hij mogelijk overnam van moslims en joden. Ook veel andere christenen stonden negatief tegenover de iconenverering. Hierbij beriepen zij zich meestal op het verbod op afgoderij in het tweede van de tien geboden: “Gij zult geen andere goden voor mijn aangezicht hebben. Gij zult u geen gesneden beeld maken noch enige gestalte [ ...]. Gij zult u voor die niet buigen, noch hen dienen” (Exodus 20:4-5). Zij werden iconoclasten genoemd, iconenbrekers. Uitkomst van het Concilie van Hieria in 754 was een verbod op het gebruik van iconen.
Voorstanders van iconen werden iconodulen genoemd. Hun grootste pleitbezorger was Johannes van Damascus, die beargumenteerde dat op enkele plaatsen in de Bijbel het maken van beelden juist was bevolen en dat het Oude Testament verboden had God uit te beelden omdat God niet uit te beelden was, maar dat dit met de vleeswording van Christus dramatisch was veranderd, want God was nu zichtbaar geworden en kon dus afgebeeld worden.
Na een strijd van meer dan 30 jaar tussen de iconoclasten en de iconodulen werd op het Tweede Concilie van Nicea in 787 het gebruik van iconen (en beelden) weer toegestaan. Iconen mochten niet worden aanbeden (latreia), maar wel worden geëerd (douleia).
Theodorus de Studiet († 826) heeft over de legitimiteit van iconenverering gezegd: “De icoon vertegenwoordigt het prototype [ ...] De eer die men aan de icoon bewijst, gaat terug op het oerbeeld [ ...]. Voor christenen was en is, tot op de dag van vandaag, het beeld een mysterium en zij beschouwen het als een drager van Goddelijke energie en genade.”

## Iconen en spiritualiteit
De orthodoxie leert dat door een icoon de gelovige in verbinding treedt met God en de heiligen. De vierde-eeuwse kerkvader Basilius van Caesarea zei het zo: „De eer die de afbeelding wordt bewezen geldt het origineel” – de heilige dus. Een gelovige bidt tot een heilige en vereert deze door het slaan van een kruis bij diens icoon, en het maken van buigingen en door de icoon eventueel te kussen. In de kerk zetten de gelovigen een kaars voor de icoon op een daarvoor bestemde kaarsenstandaard.
Iconen worden ook wel vensters op de eeuwigheid genoemd, omdat zij een stukje van de Hemel, een stuk van Gods Koninkrijk laten zien. Een icoon is in zekere zin een trefpunt van het materiële en het bovenzinnelijke, een passage waardoor de mens tot God en de heiligen wordt gebracht, en God en de heiligen tot de mensheid. De gelovige kan zich voor een moment losmaken van de wereld en zich in verbinding stellen met de onzichtbare, hogere wereld - maar tegelijkertijd manifesteren God, de engelen, heiligen, martelaren, zelfs de eeuwige heilsfeiten zich aan diegene. Iconen kijken ons aan, zegt men immers.

## Scholen en tradities
- 1. De Byzantijnse traditie, vanuit Constantinopel met latere scholen van Macedonië (1200-1423), Cyprus (1000-1570), Athos (1000-heden) en Kreta (1400-1650).
- 2. De Balkantraditie: Bulgarije (1200-1800), Servië (1500-1800) en Roemenië (1400-1900).
- 3. De Adriatische kust, Italiaanse madonna's, Oekraïne en Galicië.
- 4. De Georgische, Armeense, Koptische en Ethiopische iconen.
- 5. De kruisvaardersiconen.
- 6. De Russische traditie met de scholen van Kiev (1000-1240), Veliki Novgorod (1050-1570), Moskou (1300-1800), Vladimir, Tver, Pskov, Jaroslavl, Stroganov, Sint-Petersburg en Oudgelovigen (1666-heden).

## Russische iconen

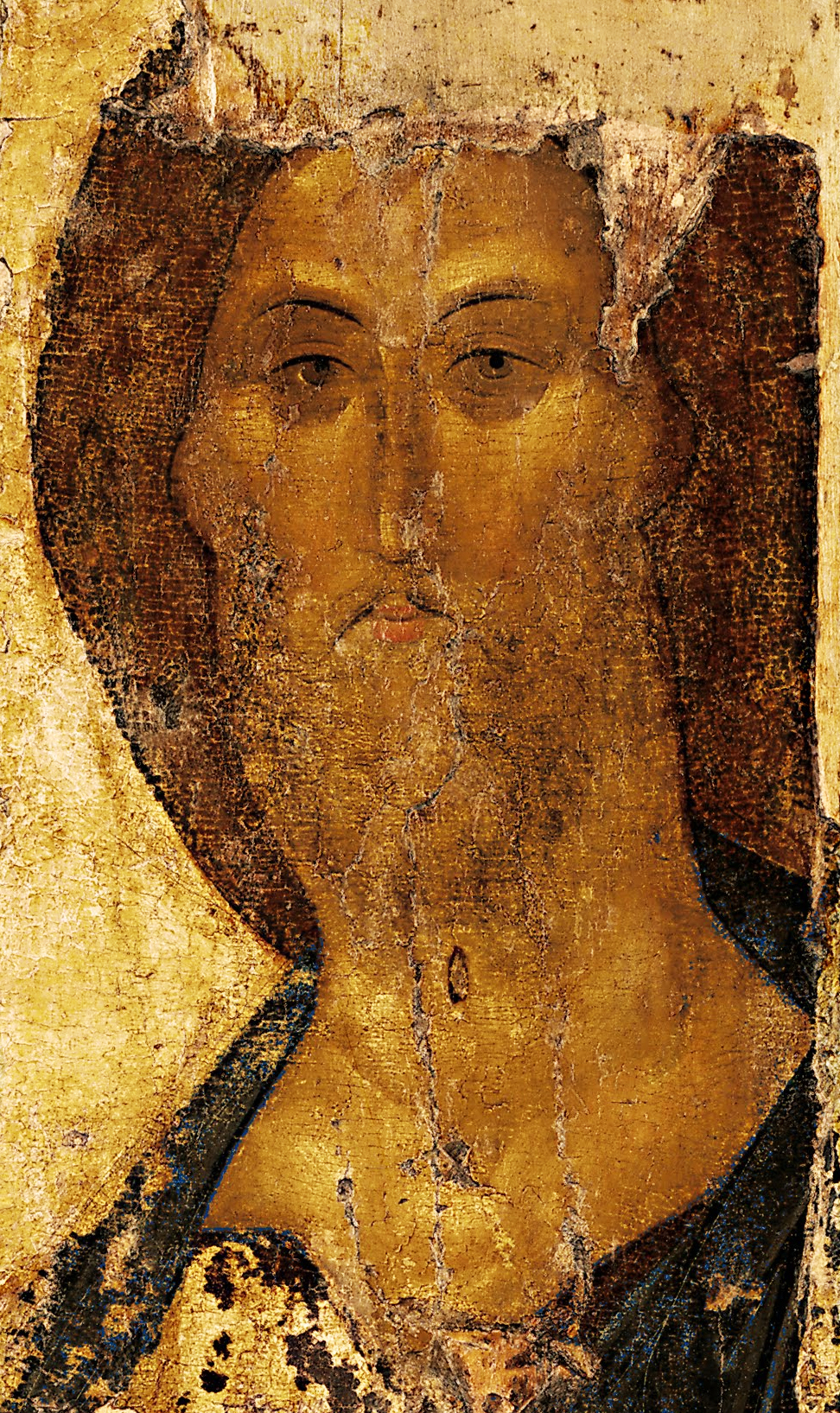
Christusicoon uit het klooster in Zvenigorod en toegeschreven aan Andrej Roebljov

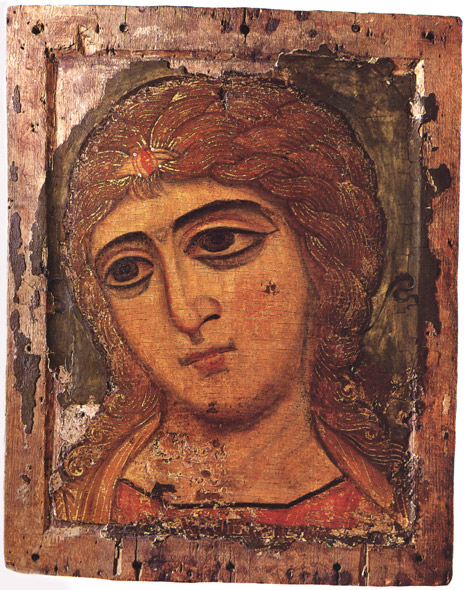
Engel met gouden haar (12e eeuw), een meesterwerk van de Novgorod-school, Rusland

De Russische icoon heeft zijn oorsprong in de Byzantijnse traditie, maar al vroeg is de iconenschilderkunst in Rusland zich op haar eigen manier gaan ontwikkelen en maakte ze zich los van de Byzantijns-Griekse stijl.
Er ontstonden verscheidene scholen in Rusland met hun eigen stijlkenmerken; de beroemdste scholen zijn die van Novgorod, van Vladimir-Soezdal en van Moskou.
Verder waren er de school van Jaroslavl, van Palech en de Stroganovschool. Iconen van deze scholen worden echter niet als hoogtepunt van de Russische iconenkunst beschouwd.
De bloeitijd van de Russische icoonschilderkunst wordt doorgaans gesitueerd in de periode van de 13e tot en met de 16e eeuw. Dit is ook de tijd waarin de grote iconenschilders actief waren: Andrej Roebljov (ca. 1360 - ca. 1430), Daniil Tsjorny, Feofan Grek en Dionisi.
De wereldberoemde Oudrussische iconen van ongeëvenaarde schoonheid zijn een spiegel van de spiritualiteit van het Russisch-orthodoxe geloof. In deze iconen hebben de hoogste geestelijke idealen gestalte gekregen in vorm en kleur. Deze iconen roepen de gelovigen op tot eenheid en tonen de heerlijkheid en de vreugde die de mens in het toekomstige Koninkrijk deelachtig zullen worden.

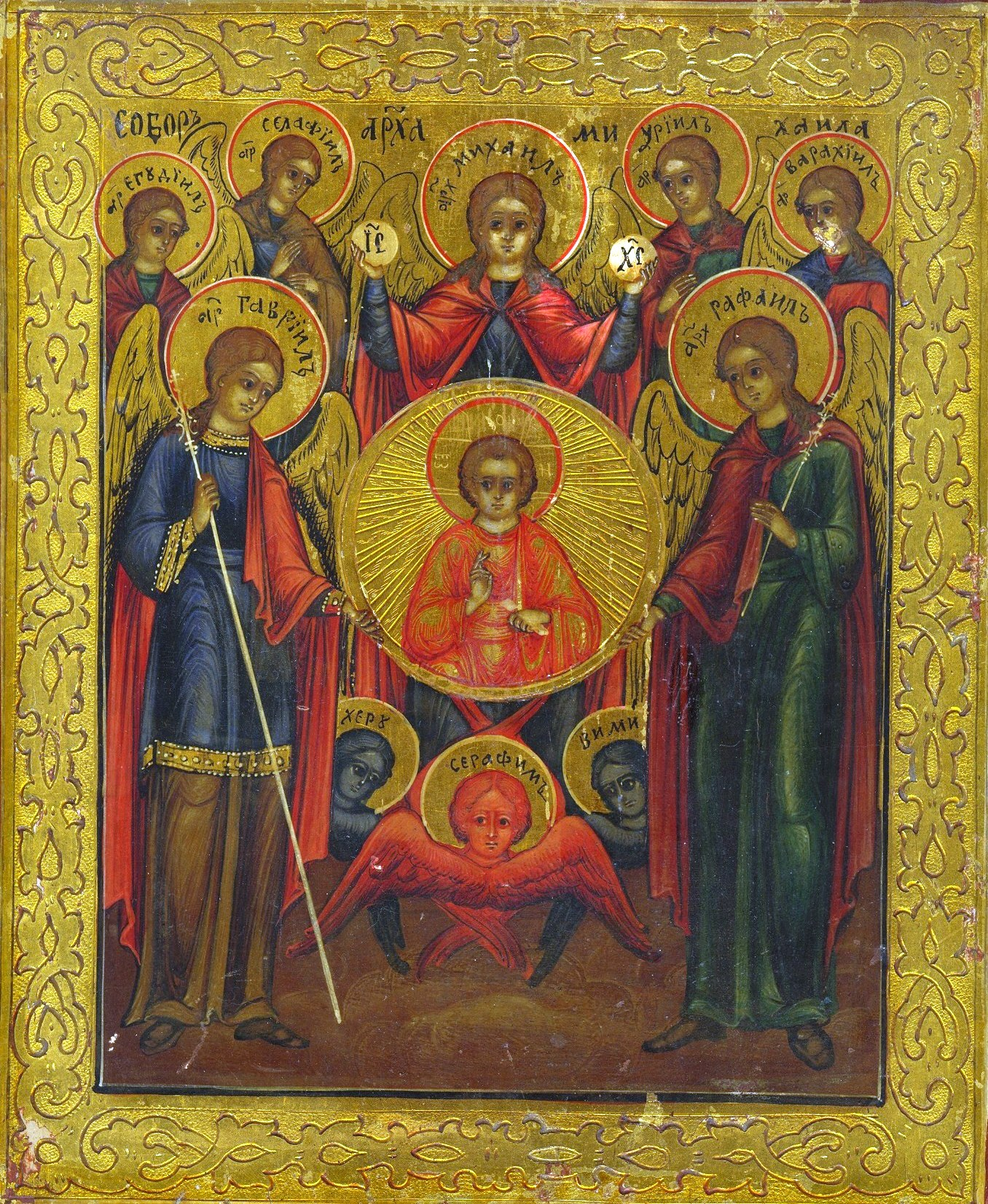
Vergadering der Aartsengelen; Gabriël en Rafaël houden samen een schild vast waarop Christus Immanuël zegenend is afgebeeld. Onderaan zijn cherubijnen en serafijnen afgebeeld. (Russische icoon, 19e eeuw)

## De vervaardiging van iconen
De vervaardiging van traditionele iconen is aan regels gebonden, die in oude boeken zijn opgenomen, de Podlinniks.
De vervaardiging van een icoon wordt binnen de oosters-orthodoxe kerk als een religieuze handeling beschouwd. Van de iconenschilder wordt verwacht dat hij voorafgaand aan zijn schilderwerk bij zijn biechtvader te rade gaat, en doet wat deze hem oplegt. Mogelijk brengt hij een tijd van diepe bezinning door, waarin hij vast en religieuze teksten over zijn gekozen onderwerp bestudeert.
Volgens de traditie wordt voor het schilderen van iconen alleen gebruikgemaakt van natuurlijke materialen: hout, krijt, lijm, hars en tempera (verf, bestaande uit eidooier, water en pigmenten van bij voorkeur minerale oorsprong) en eventueel bladgoud. De eerste stap is het maken van een paneel; voor het paneel wordt bij voorkeur uitgewerkt hout gebruikt. Vaak wordt bij Russische iconen het midden van het paneel wat uitgediept, zodat een lijst ontstaat, de zg. klejmo (in het Grieks wordt zo'n paneel skaftó genoemd). Dit paneel wordt vaak eerst bekleed met linnen en vervolgens worden op dit linnen of direct op het paneel vele lagen levkas aangebracht, een mengsel van organische lijm en krijt, opgelost in water. Vervolgens wordt met houtskool of pigment de schets aangebracht. Als voor de achtergrond of de nimbus bladgoud gebruikt wordt, wordt het paneel eerst voorzien van bladgoud. Pas dan kan het eigenlijke schilderen beginnen. Bij het schilderen met tempera wordt gewerkt van donker naar licht. In Rusland wordt de icoon ten slotte bedekt met olifa, een vernis op basis van lijnolie, in Griekenland het meest met een vernis dat bestaat uit verschillende harssoorten.
Er bestaan ook iconen die in hoogreliëf zijn gesneden in een paneel, al dan niet bedekt met levkas en beschilderd met tempera.
Wanneer een icoon als een belangrijk, oud en kostbaar werk werd beschouwd, werd het paneel vaak bedekt met een sierschild van edelmetaal, niet zelden rijk versierd met parels en edelstenen. Ook komen bekledingen voor van textiel, versierd met kralen of edelstenen, die grote delen van de schildering bedekken. Het sierschild kan alleen de rand van de icoon bedekken; soms bedekt het bijna de volledige schildering, behalve het gelaat en de handen van de heilige. Bij oude Russische iconen werd vaak een dunne laag zilver of verguld zilver met plantenmotief op de rand gespijkerd; dit heet basma. Wanneer het sierschild grotere delen van de icoon bedekt, noemt men dat in het Russisch oklad of riza ("kleed").